# Kingston Seymour
Kingston Seymour est une paroisse civile et un village du Somerset, en Angleterre.